# 洛維托斯區
4°27′10″S 81°16′40″W / 4.4528°S 81.2777°W
洛維托斯區（西班牙語：Distrito de Lobitos），是秘魯的一個區，位於該國西北部皮烏拉大區的塔拉拉省，始建於1955年3月17日，面積233.01平方公里，海拔高度28米，2005年人口978，人口密度每平方公里4.2人。